# Швегелин, Анна Мария
Анна Мария Шве́гелин (нем. Anna Maria Schwegelin, также Schwägele, Schwegele, Schwägelin; 23 января 1729, Лахен — 7 февраля 1781, Кемптен) — немецкая горничная, осуждённая за колдовство и приговорённая к смертной казни в 1775 году, известна также как «последняя ведьма» на территории современной Германии. Историк Вольфганг Петц (нем. Wolfgang Petz) в конце XX века обнаружил, что решение суда не было исполнено, а сама обвиняемая скончалась в тюрьме аббатства Кемптена в 1781 году. Долгое время Швегелин считалась последней жертвой охоты на ведьм в Европе, однако о её жизни известно крайне мало, и в основном только сведения, полученные при допросе в ходе судебного процесса.

## Жизнь до суда и разбирательство дела

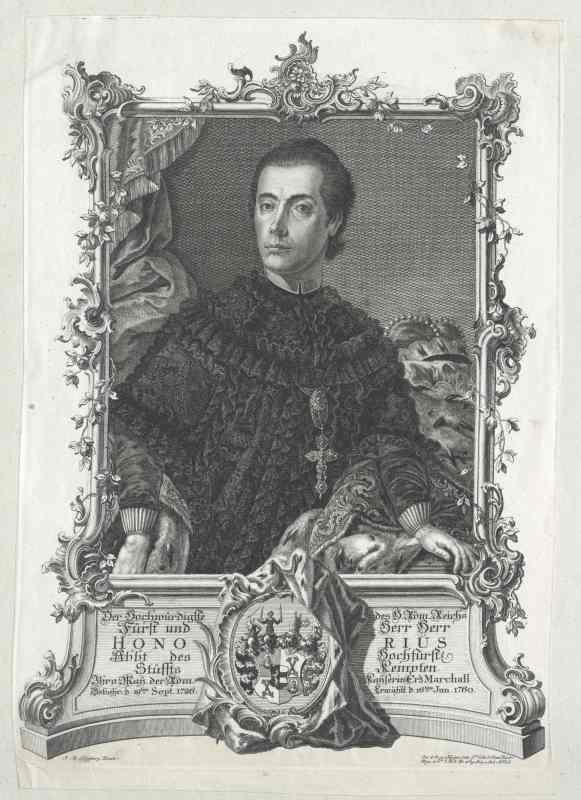
Кемптенский князь-аббат Гонорий Рот фон Шрекенштейн (1726—1785)

Анна Мария Швегелин родилась в 1729 году в Лахене, в то время представляющим собой анклав, относящийся к территории Имперского аббатства Кемптена. Она росла в плохих условиях, работала горничной, в основном прислуживала в поместьях и гостиницах, которые находились в непосредственной близости от имперского города Мемминген. Примерно в 1751 году, во время сезонной работы в усадьбе Кюнерсберга, она познакомилась с неким кучером из Меммингерберга, который принадлежал к протестантской конфессии, тогда как сама Швегелин была католичкой, и для того чтобы обручиться, решила изменить вероисповедание. Согласно её собственным заявлениям смена религии произошла в протестантской церкви Святого Мартина в Меммингене. Однако позднее помолвка была расторгнута, и свадьба не состоялась, а в 1769 году Швегелин попала в Обергюнцбургский лепрозорий, из-за своей нетрудоспособности, вызванной травмой ноги. В 1770—1771 годах она была переведена в работный дом Лангенегг, находящийся неподалёку от Мартинсцелле.
Странное поведение Швегелин сразу привлекло внимание сокамерниц, одна из которых в феврале 1775 года сообщила о происшествиях местным органам власти. После чего Швегелин была доставлена в Кемптен и заключена в тюрьму, так называемый «Stockhaus». Арестованная по подозрению в сатанизме и заключении сделки с дьяволом женщина на допросе созналась во всём. Она заявила, что тот овладел ею вскоре после смены вероисповедания, заставил покориться и отречься от Бога. Суд признал Анну Марию Швегелин виновной и приговорил к казни через обезглавливание 11 апреля 1775 года. Приговор так и не был приведён в исполнение, и 7 февраля 1781 года осуждённая умерла в заключении в Кемптене (Бавария).
Дело Швегелин рассматривалось в «Судебной палате императорского двора» Кемптенского княжества судьёй Францем Вильгельмом Трехтлингером (нем. Franz Wilhelm Treuchtlinger). Не подвергавшаяся пыткам, Швегелин, признала пакт с дьяволом, однако отрицала занятие чёрной магией. На основании свода законов Каролины, уголовного кодекса империи, датируемого 1532 годом, и других прецедентов, судья вынес ей смертный приговор, который также подписали трое советников суда имперского аббатства и сам князь-аббат Гонорий Рот фон Шрекенштейн. Вероятно, по совету своего исповедника, францисканского отца Антона Крамера (нем. Anton Kramer), князь-аббат отложил исполнение приговора и приказал возобновить расследование за несколько дней до казни. Женщина оставалась под стражей до завершения расследования в июле 1775 года, и вплоть до своей кончины, ориентировочная дата которой отмечена в принадлежащей церкви Святого Лаврентия книге регистрации смерти, Анна Мария Швегелин пребывала в заключении.

## Исследование биографии и память

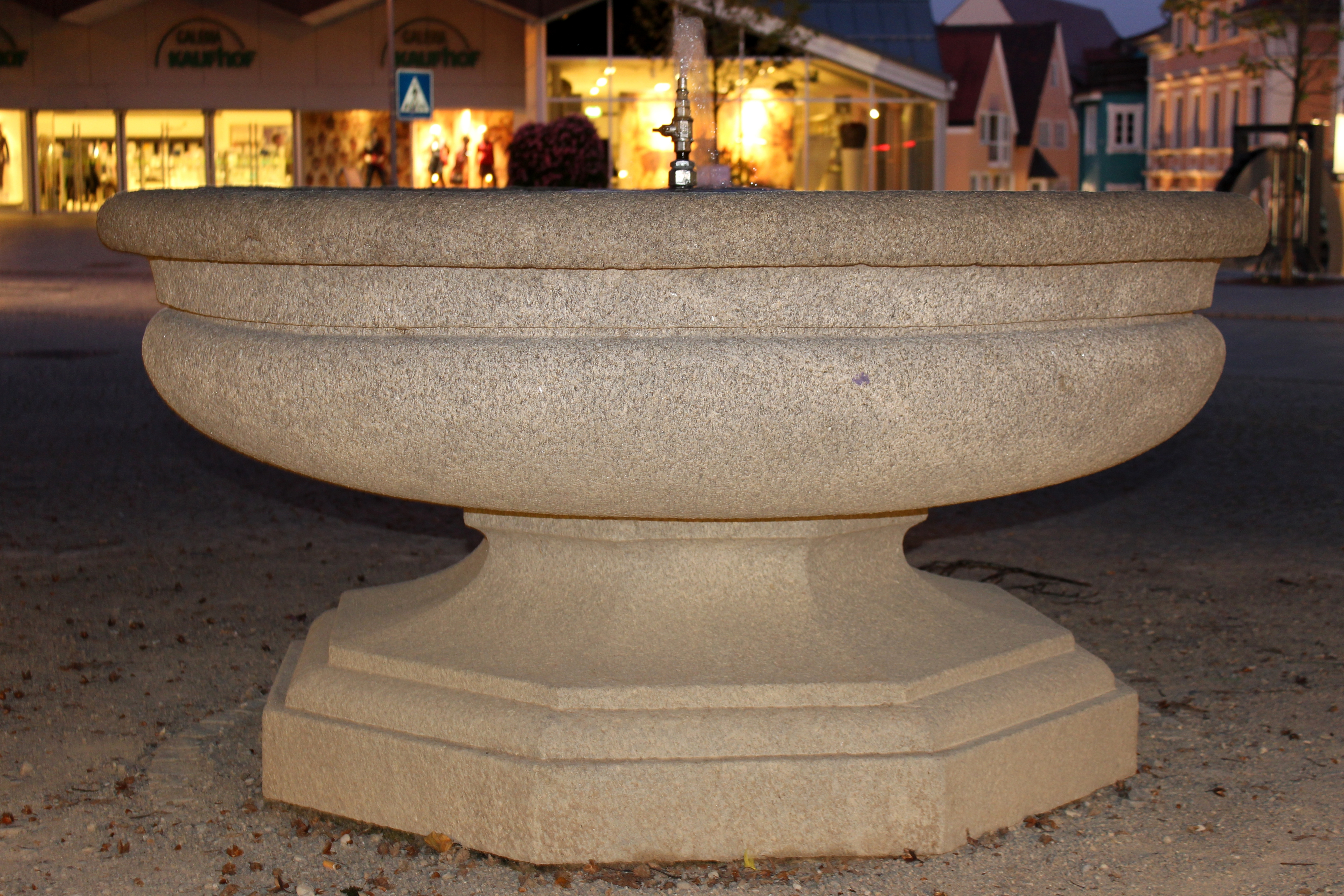
Фонтан, открытый в 2002 году в память о судебном процессе над ведьмой, был назван в честь Анны Марии Швегелин

Долгое время Анна Мария Швегелин считалась последней женщиной, казнённой за колдовство в Европе, однако позже выяснилось, что её приговор по неизвестным причинам так и не был приведён в исполнение и, скорее всего, осуждённая умерла в тюрьме в 1781 году. В связи с отсутствием документации, длительное время исторический прецедент рассматривался именно как казнь последней ведьмы в Священной Римской империи. В 1998 году после изучения уникальных материалов из частного архива удалось установить, что смертный приговор не был приведён в исполнение, однако Анну Марию Швегелин по-прежнему можно считать последней жертвой охоты на ведьм в Германии. Именно историк Вольфганг Петц обнаружил, что обвиняемая жила годами после вынесения ей приговора. Несмотря на то, что историю Анны Марии Швегелин, подкреплённую актами судебного разбирательства, Петц изложил в своей книге 2007 года Die letzte Hexe: Das Schicksal der Anna Maria Schwägelin, фальсифицированная информация о её казни продолжает появляться в таких современных тематических изданиях, как, например, энциклопедическая серия, опубликованная еженедельником Die Zeit.
В Кемптене, в юго-восточной части здания резиденции бывшего бенедиктинского аббатства, 27 июня 2002 года был открыт фонтан в честь Анны Марии Швегелин, на постаменте которого установлена мемориальная табличка. Строительство фонтана финансировалось Кемптенским женским обществом, а первоначальный дизайн, разработанный художниками Вальтрауд Фанк и Андреа Цирайс (нем. Andrea Ziereis), предполагал наличие стилизованного крыла над чашей. В декабре 2018 года обер-бургомистр Томас Кихле презентовал открытие новой информационной стелы рядом с фонтаном Швегелин. Инициатива по созданию стелы, обе стороны которой содержат иллюстрированное описание страданий «последней кемптенской ведьмы», исходила от женщин, представленных в то время в городском совете.
Роман Уве Гардеина (нем. Uwe Gardein), получивший название Die letzte Hexe – Maria Anna Schwegelin, новая адаптация процесса Швегелин, предложенная аудитории в 2008 году, игнорирует текущее состояние исследований, поскольку его автор в силу традиционности драматической развязки приводит приговор в исполнение. Исторически неверное изображение её казни сожжением заживо присутствует также на фреске, которую по поручению судебных властей написал художник из Альгоя Йозеф Лёфлат (нем. Josef Löflath) в фойе резиденции Кемптена на северной стене.

## Комментарии
1. ↑  Слово «Stock» означает позорный столб, в особенности же колодки, в отверстия которых забивали ноги и руки заключённого. Дом того самого тюремщика, который, собственно, и забивал колодки или заключал в тюрьму, назывался «Stockhaus»; но так же называлась и тюрьма[2].